# Benedetto Varchi

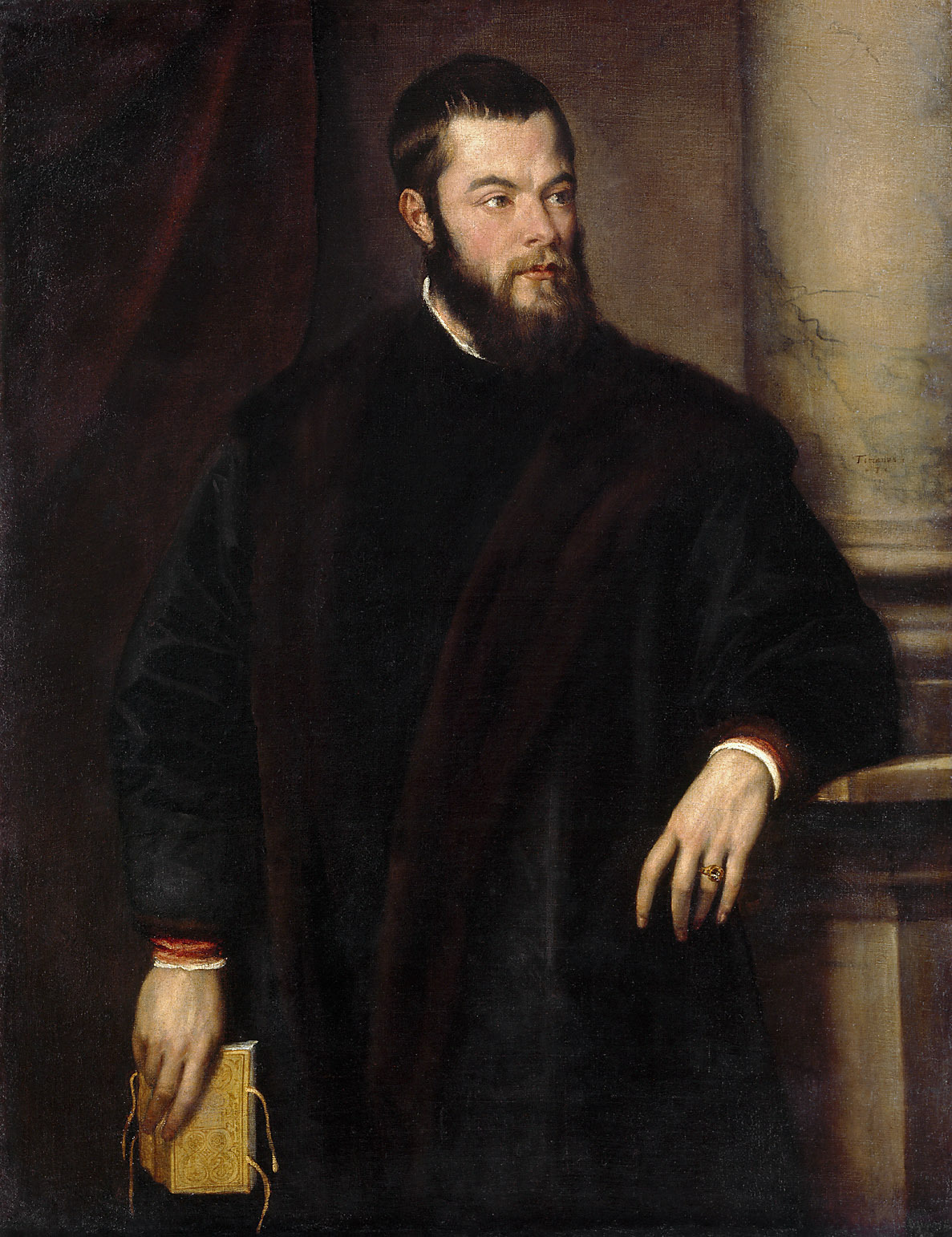
Son portrait par Titien

Benedetto Varchi (Florence, 1502- Florence, 18 décembre 1565) est un humaniste, un historien et un poète italien de la Renaissance.

## Biographie
D'une famille issue de Montevarchi, son père voulait qu'il apprenne un métier pratique et lui fait fréquenter divers ateliers, mais décide de l'envoyer à l'école vu ses dispositions littéraires. À Florence il fréquente les Orti Oricellari et ensuite, à Pise, il entreprend des études académiques pour devenir notaire. Il rentre ensuite à Florence ; avec son ami Piero Vettori et la plus grande partie des jeunes oligarques influencés par les orti oricellari, il prend part activement à la République florentine, entre 1527 et 1530 ; Au retour des Médicis, il part comme beaucoup et s'installe à Padoue en 1537, au service des Strozzi, et ensuite à Bologne (1540).
En 1543 Côme Ier le rappelle à Florence, le pensionne, et le charge d'écrire l'histoire des derniers temps de la république. Il rédige, pour remplir cette mission, sa Storia fiorentina qui couvre les années 1527 à 1538, en 15 livres (publiée seulement en 1721 et traduite en français par Jean-Baptiste Requier en 1754 sous le titre Histoire des révolutions de Florence).
Il prononce en 1546 deux célèbres discours. Le premier est consacré à Michel-Ange. Le second est consacré au paragone (la question de la hiérarchie entre les différents arts). Il cherche à définir la noblesse de l'art, à établir quel art, entre la sculpture et la peinture, est le plus noble, et à définir les similitudes et les différences entre la poésie et la peinture. Les deux conférences  paraissent en 1549 sous le titre de Due lezzioni sopra di m. Benedetto Varchi, assorties des réponses de Vasari, Pontormo, Bronzino, Benvenuto Cellini, Niccolò Tribolo, Francesco da Sangallo et Giovanni Battista del Tasso à une enquête menée par Benedetto Varchi sur la question du paragone.
En 1547 paraît le dialogue De l'Infinité d'amour de Tullia d'Aragon, philosophe et poétesse, dans lequel il est un personnage. Il a possiblement co-rédigé l'ouvrage.
Entretemps, il est impliqué dans divers scandales de type sexuel (et parfois même de pédophilie) qui entraînent des conséquences juridiques et des difficultés autant économiques que de réputation.
Il est très lié à Lorenzo Lenzi, futur évêque et nonce du Pape en France. Bronzino réalise un portrait de Lorenzo âgé de 12 ans, probablement à la demande de Varchi.
Une tardive conversion (qui ne fut pas étrangère à son besoin de reconsidération publique) et une attention aux thèmes religieux, le mène à une crise spirituelle qu'il vit avec inquiétude avec le désir de se faire prêtre.
Devenu prêtre catholique, il reçoit du grand-duc, qui n'a jamais cessé de lui manifester sa faveur, une chaire dans une église de Montevarchi, charge qu'il ne peut remplir, en raison de sa  mort survenue dans sa villa de la Topaia, à Castello, où il habitait depuis dix ans. Le discours funèbre, lors de ses obsèques officielles, est prononcé par le grand italianiste Leonardo Salviati.

## Écrits
Varchi a laissé un grand nombre d'autres écrits : poésies, dialogues, traductions (notamment celle des Bienfaits de Sénèque et de la Consolation de Boèce), etc.
- Storia fiorentina
- Due Lezzioni, Florence (1549) comportant des informations relatives à la vie de Michel-Ange.
- L'Ercolano (1570)  en faveur de la langue littéraire toscane. publié en 1744 : L'Ercolano, dialogo di M. Benedetto Varchi, nel quale si ragiona delle lingue ed in particolare della toscana e della fiorentina, colla correzione ad esso fatta da Messer Lodovico Castelvetro e colla Varchina di Messer Girolamo Muzio, G. Comino (1744) (ASIN B001D6MVXE)

## Crédit d'auteurs
- (it) Cet article est partiellement ou en totalité issu de l’article de Wikipédia en italien intitulé « Benedetto Varchi » (voir la liste des auteurs).